# Normale climatique
Une normale climatique standard ou normale climatologique est la moyenne arithmétique d’un paramètre climatologique (Convention OMM) calculée pour une période uniforme et relativement longue comprenant au moins trois périodes consécutives de dix années.
Les normales climatiques servent de référence pour comparer les conditions météorologiques d'aujourd'hui et les prévisions de demain, et pour prédire les conditions dans un avenir proche, mais aussi pour replacer dans leur contexte les conditions météorologiques et climatiques récentes ou actuelles.

## Histoire
La pratique consistant à établir des normales climatologiques remonte à la première moitié du XXe siècle. Le terme "normale" est apparu pour la première fois dans la littérature par Heinrich Wilhelm Dove en 1840 et le concept a été formalisé par le Comité météorologique international en 1872. L'utilisation de la période de 30 ans pour les normales a commencé en 1935 avec la période 1901-1930. Il avait été recommandé de faire porter la période de référence sur 30 ans, cette durée étant prise pour norme essentiellement parce qu'on ne disposait que de 30 années d'observations quand cette recommandation générale a été formulée. À l'origine, les normales devaient permettre la comparaison entre les observations du monde entier. Ce n'est que progressivement au cours du XXe siècle qu'elles furent utilisées en tant que prédicteurs.

## Normale climatologique standard
Les normales climatologiques standards sont les moyennes des données climatologiques calculées pour les périodes consécutives de 30 ans ci-après : 1er janvier 1981 – 31 décembre 2010, 1er janvier 1991 – 31 décembre 2020, etc.
Ces normales produites par chaque pays sont collectées et hébergées pour un accès mondial à la NOAA aux États-Unis comme cela a été fait au milieu des années 1990, lorsque les normales climatiques de 1961-1990 ont été collectées pour l'OMM et sont toujours disponibles au site web du Centre de météorologie d'Asheville,.

### Normale de référence
Les moyennes de la période 1961-1990 sont utilisées comme références pour l’évaluation du changement climatique et sont dites « normales de référence », bien qu'aucune dénomination officielle n’ait été donnée dans la résolution 16 du Dix-septième Congrès météorologique mondial (OMM, 2015).

### Exemple de la France
En France, Météo-France a entrepris la production des normales sur la période 1991-2020 en 2021. Ces nouvelles normales de référence sont utilisées depuis le 28 juin 2022, remplaçant les normales 1981-2010.

#### Normales annuelles
Les normales annuelles permettent de connaître l'évolution par rapport à la période de référence 1961-1990 :
- 1991-2020	12,97 °C (+1.15 °C / 1961-1990)
- 1981-2010	12,55 °C (+0.73 °C / 1961-1990)
- 1971-2000	12,16 °C (+0.34 °C / 1961-1990)
- 1961-1990	11,82 °C

#### Normales mensuelles
Les normales mensuelles permettent de dresser des diagrammes ombrothermiques comparatifs entre périodes. L'exemple de la station de Marseille-Marignanne, cacatéristique du climat méditerranéen, est donné ci-après,,.

Diagrammes climatiques de Marseille-Marignane (climat méditerranéen)
Normale climatique 1971-2020
Normale climatique 1981-2020
Normale climatique 1991-2020

### Exemple des États-Unis

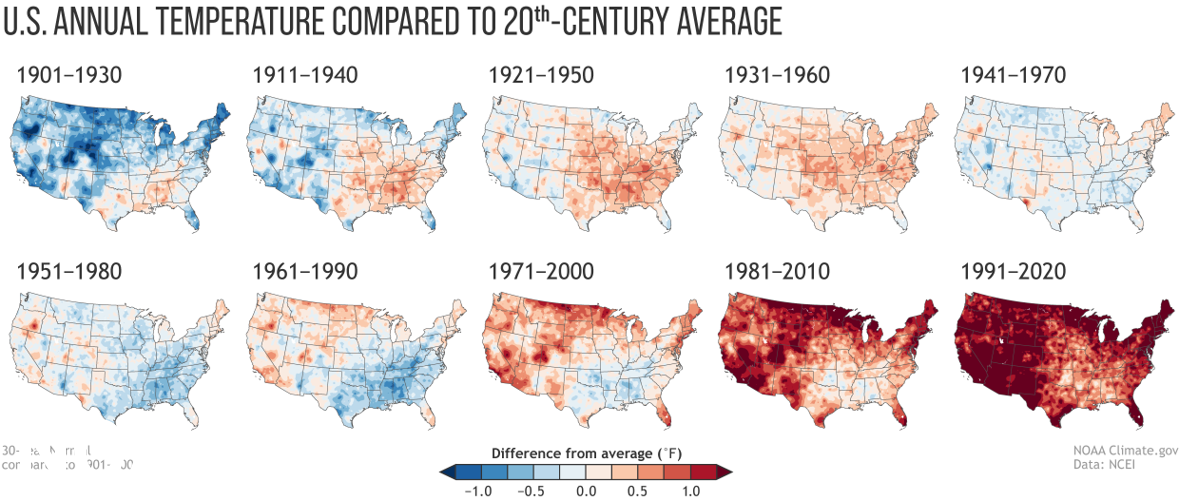
Température annuelle aux États-Unis comparée à la moyenne du pour chaque période des normales climatiques américaines de 1901-1930 à 1991-2020.

## Calcul des valeurs normales standard

### Paramètres
Un paramètre climatologique est un descripteur statistique d’un élément climatique qui correspond généralement à la moyenne arithmétique, mais peut également recouvrir des valeurs telles que l’écart type, les percentiles, le nombre de dépassements d’un seuil ou des valeurs extrêmes.
Les normales climatiques peuvent être calculées pour de très nombreux éléments. Si certains d’entre eux, comme la température et les précipitations, sont pertinents dans le monde entier, d’autres, tels que les chutes de neige ou le dépassement de certains seuils (températures maximales inférieures à 0 °C sous les tropiques par exemple), ne présentent que peu, voire aucun intérêt pour d’autres régions du monde. Il se peut aussi que certains pays souhaitent procéder au calcul de normales pour des éléments présentant un intérêt particulier pour eux.

#### Principaux paramètres climatologiques de surface
Ces paramètres sont définis dans la publication intitulée Calculation of Monthly and Annual 30-year Standard Normals (OMM, 1989) (même si c’est le terme « éléments » qui y est employé). Les normales pour ces paramètres doivent être publiées pour toutes les stations disposant de suffisamment de données pour ce faire.
- Précipitations totales (en mm)
- Nombre de jours de précipitations ≥ 1 mm
- Moyennes mensuelles des températures maximales, minimales et moyennes quotidiennes (en °C)
- Valeur moyenne de la pression au niveau de la mer (en hPa)
- Tension de vapeur moyenne (en hPa)
- Durée d’insolation heures (en h)
- Nombre moyen de jours avec des précipitations quotidiennes ≥ 5, 10, 50, 100, 150 mm
- Nombre moyen de jours où l’épaisseur de neige est > 0, 1, 10, 50 cm
- Nombre moyen de jours où la vitesse du vent est ≥ 10, 20, 30 m/s
- Nombre moyen de jours avec une visibilité < 50, 100, 1 000 m
- Valeur la plus élevée et valeur la plus basse de la température quotidienne moyenne enregistrée (en °C)
- Valeur la plus élevée de la température maximale quotidienne jamais relevée (en °C)
- Valeur la plus basse de la température minimale quotidienne jamais relevée (en °C)
- Valeur la plus élevée des précipitations journalières jamais relevée (en mm)
- Rafale la plus forte jamais observée

#### Paramètres climatologiques de surface secondaires
Il s’agit de paramètres qui ne font pas partie de ceux définis à l’alinéa précédent mais qui sont transmis, ou présentent un intérêt pour un paramètre transmis, dans les messages CLIMAT standard (qui constituent le principal mode d’échange des données climatologiques mensuelles). Les Membres sont invités à calculer et à publier les normales pour ces paramètres si les données nécessaires sont disponibles.
- Valeur moyenne de la pression au niveau de la station (en hPa)
- Limites des quintiles de précipitations (en mm)
- Nombre moyen de jours affichant une température maximale ≥ 25, 30, 35, 40 °C
- Nombre moyen de jours affichant une température maximale < 0 °C
- Nombre moyen de jours affichant une température minimale < 0 °C

### Mode de calcul
Les normales climatiques sont calculées à partir des valeurs mensuelles obtenues pendant les périodes de référence. En fonction du paramètre, ces valeurs mensuelles peuvent correspondre à :
- La moyenne des valeurs quotidiennes enregistrées au cours du mois (on parlera ici de valeurs moyennes);
- La valeur la plus élevée ou la plus basse enregistrée pendant le mois (on parlera ici de valeurs extrêmes);
- La somme des valeurs quotidiennes enregistrées pendant le mois (on parlera ici de valeurs cumulées);
- Le nombre de jours se situant au-dessus ou en dessous d’un seuil donné, ou au cours desquels se produit un phénomène (on parlera ici de valeurs de dénombrement).

## Utilisation à des fins prédictives
L'OMM précise que plusieurs études ont montré qu'un moyenne sur 30 années ne constituent pas en général une période optimale pour calculer des normales, utilisées à des fins de prévision de l'évolution probable de la moyenne. En effet cette approche est souvent jugée trop rigide, tant en ce qui concerne la profondeur temporelle choisie que la manière de traiter les tendances à long terme. Des méthodes plus récentes, telles que les régressions par segments (lignes brisées) ou le lissage par splines, sont désormais privilégiées. Elles permettent de tirer parti de l’ensemble des données disponibles et d’obtenir des estimations plus précises, y compris à des échelles plus fines.
La période optimale pour les températures est souvent bien plus courte que 30 ans, tandis que la période optimale pour les précipitations est souvent bien plus longue que 30 ans. La publication intitulée The Role of Climatological Normals in a Changing Climate fournit davantage de détails sur l'utilisation des normales de différents éléments aux fins de prévision,. À des fins de prévision, on incite les services météorologiques et hydrologiques nationaux à établir des moyennes ainsi que des moyennes d’une période. La durée optimale des relevés visant à l’utilisation de normales à des fins de prévision varie en fonction de l'élément considéré, de la géographie du lieu et de la tendance séculaire. D'une manière générale, une période de 5 à 10 ans correspondant aux relevés les plus récents a autant de valeur prédictive qu'une série chronologique recueillie sur 30 ans. Par rapport aux périodes de calcul des normales climatologiques standard, des périodes plus courtes permettent de calculer des normales en intégrant un bien plus grand nombre de stations qu’il n’est habituellement possible de le faire sur une période permettant de calculer des normales standard. En ce qui concerne les éléments qui présentent une tendance sous-jacente non négligeable (la température moyenne, par exemple), leur caractère prédictif sera amélioré si les moyennes et les moyennes d’une période sont mises à jour fréquemment.